# Lo Bòrn (Losera)
Lo Bòrn (en francès Le Born) és un municipi francès situat al departament del Losera i a la regió d'Occitània.